# Longimornis
A Longimornis a madarak (Aves) osztályának a verébalakúak (Passeriformes) rendjébe, ezen belül a sárgarigófélék (Oriolidae) családjába tartozó fosszilis nem.

## Tudnivalók
A Longimornis a kora miocén korszak idején élt, ezelőtt 23—16 millió évvel; ott ahol ma az ausztráliai, Queensland állam van. Ebből a fosszilis madárnemből eddig csak egy faj került elő, az úgynevezett Longimornis robustirostrata Boles, 1999.
A maradvány egy nagy csőrből áll. Ezt a kövületet a Queensland állam északnyugati részén levő Riversleigh melletti Neville’s Garden nevű lelőhelyen találták meg. Az eddigi tanulmányozása szerint, a mai Sphecotheres-fajokkal állhatott közelebbi rokonságban.

## Fordítás
- Ez a szócikk részben vagy egészben  a   Longimornis című angol Wikipédia-szócikk ezen változatának fordításán alapul.  Az eredeti cikk szerkesztőit annak laptörténete sorolja fel. Ez a jelzés csupán a megfogalmazás eredetét és a szerzői jogokat jelzi, nem szolgál a cikkben szereplő információk forrásmegjelöléseként.